# Semiaphis pastinacae
Semiaphis pastinacae är en insektsart som beskrevs av Carl Julius Bernhard Börner 1950. Semiaphis pastinacae ingår i släktet Semiaphis och familjen långrörsbladlöss. Inga underarter finns listade i Catalogue of Life.